# Timothy D. Snyder
Timothy David Snyder, meglio conosciuto come Timothy D. Snyder o Timothy Snyder (Dayton, 18 agosto 1969), è uno storico e saggista statunitense.
Specializzato nella storia moderna dell'Europa centrale e orientale ed esperto dell'Olocausto, è professore di storia all'Università Yale e borsista permanente presso l'Institute for Human Sciences di Vienna. Ha scritto diversi libri, tra cui i best seller Bloodlands: Europe Between Hitler and Stalin e On Tyranny: Twenty Lessons from the Twentieth Century.

## Biografia
Snyder è nato il 18 agosto 1969 a Dayton, Ohio, figlio di Christine Hadley Snyder, insegnante, contabile e casalinga, e Estel Eugene Snyder, veterinario. I genitori di Snyder si sposarono con una cerimonia quacchera nel 1963 in Ohio, e sua madre era attiva nel preservare la fattoria di famiglia come sito storico quacchero. Snyder ha conseguito la laurea in storia e scienze politiche presso l'Università Brown e il dottorato in filosofia in storia moderna nel 1995 presso l'Università di Oxford, sotto la supervisione di Timothy Garton Ash e Jerzy Jedlicki. È stato Marshall Scholar al Balliol College di Oxford dal 1991 al 1994.

## Carriera
Snyder ha tenuto borse di studio presso il Centre national de la recherche scientifique a Parigi dal 1994 al 1995, l'Institut für die Wissenschaften vom Menschen a Vienna nel 1996, l'Istituto Olin per gli studi strategici presso l'Università Harvard nel 1997 ed è stato borsista dell'Accademia presso la Weatherhead Center for International Affairs presso l'Università di Harvard dal 1998 al 2001.
È stato anche docente presso il College of Europe Natolin Campus, alla Baron Velge Chair presso l'Université libre de Bruxelles, la Cleveringa Chair presso l'Università di Leida, Philippe Romain Chair presso la London School of Economics e, nel 2013, René Girard Lecturer presso l'Università di Stanford. Prima di assumere la cattedra di storia di Richard C. Levin, Snyder è stato professore dio storia dalla cattedra Bird White Housum alla Yale University.
È membro del "Committee on Conscience" dello United States Holocaust Memorial Museum. Il 25 settembre 2020 è stato scelto tra i 25 membri del "Real Facebook Oversight Board", un gruppo di monitoraggio indipendente su Facebook. Fa parte dei comitati editoriali del Journal of Modern European History e East European Politics and Societies.
Ha scritto cinque libri: afferma di parlare cinque lingue europee e di comprenderne dieci. Ciò gli consente di utilizzare nelle sue ricerche fonti primarie e d'archivio in Germania e nell'Europa centrale. Ha sottolineato che, per impegnarsi nello studio della storia transnazionale, è molto importante conoscere altre lingue, affermando anche: "Se non conosci il russo, non sai davvero cosa ti perdi".
Nel 2010, ha pubblicato Terre di sangue. L'Europa nella morsa di Hitler e Stalin (in inglese Bloodlands: Europe Between Hitler and Stalin): il libro è stato un best seller ed è stato tradotto in 20 lingue. In un'intervista con lo storico sloveno Luka Lisjak Gabrijelčič nel 2016, ha descritto il libro come un tentativo di superare i limiti della storia nazionale nello spiegare i crimini politici perpetrati nell'Europa orientale negli anni '30 e '40. Bloodlands ha ricevuto recensioni che vanno da molto critiche a "estasiate". Nel valutare queste recensioni, Jacques Sémelin lo ha descritto come uno di quei libri che "cambiano il modo in cui guardiamo a un periodo della storia". Sémelin ha osservato che alcuni storici hanno criticato la ricostruzione cronologica degli eventi, la delimitazione geografica arbitraria, i numeri di Snyder sulle vittime e la violenza e la mancanza di attenzione alle interazioni tra i diversi attori. Omer Bartov ha scritto che "il libro non presenta nuove prove e non fornisce nuovi argomenti", e, in una recensione assai critica, Richard Evans ha scritto che, a causa della mancanza di argomentazione causale, "il libro di Snyder non serve a niente", e che l'autore "non ha davvero padroneggiato la voluminosa letteratura sulla Germania di Hitler", il che, a suo giudizio, "lo conduce in errore in diversi punti" riguardo alla politica della Germania nazista. D'altra parte, la storica Wendy Lower ha definito il libro una "sintesi magistrale", mentre Christopher Browning lo ha descritto come "sbalorditivo".
Nel 2012 ha scritto Thinking the Twentieth Century, in collaborazione con Tony Judt, mentre questi era agli ultimi stadi della SLA.. Nel 2015 Snyder ha pubblicato Black Earth: The Holocaust as History and Warning, che ha ricevuto recensioni contrastanti..
Nel 2017 ha pubblicato Venti lezioni. Per salvare la democrazia dalle malattie della politica, un breve libro su come evitare che una democrazia diventi una tirannia, con un focus sulla politica moderna degli Stati Uniti e su quella che ha definito "la svolta dell'America verso l'autoritarismo". Il libro è stato in cima alla lista dei best seller del The New York Times per la saggistica tascabile nel 2017 ed è rimasto nelle liste dei bestseller fino al 2021.
Snyder ha pubblicato saggi in riviste quali International Herald Tribune, The Nation, The New York Review of Books, The Times Literary Supplement, The New Republic, Eurozine, Tygodnik Powszechny, Chicago Tribune e The Christian Science Monitor.

## Opinioni
Nonostante sia soprattutto uno studioso della storia dell'Europa orientale del XX secolo, a metà degli anni 2010 si è interessato alla politica contemporanea, alla salute e all'istruzione. Nel gennaio 2021 ha affermato che il definanziamento dei dipartimenti di storia e scienze umane ha portato a una società senza quei "concetti e punti di riferimento" che sono utili per discutere problemi quali le moderne forme di populismo.

## Opinioni sulla Russia di Putin
Nel 2022, dopo l'invasione russa dell'Ucraina - e in particolare dopo i bombardamenti dell'infrastruttura energetica dell'Ucraina nei mesi di ottobre e novembre 2022  - ha lanciato un crowdfunding da 12,5 milioni di dollari per potenziare la difesa anti-drone dell'Ucraina. Secondo Snyder, l'unico modo per porre fine alla guerra è che la Russia di Vladimir Putin "vinca perdendo", perché solo una vittoria Ucraina renderà possibile l'uscita di scena del dittatore, cosicché la Russia possa avviare un processo democratico di cui beneficerà lo stesso popolo russo. Per le sue prese di posizione sulla guerra tra Russia e Ucraina, Snyder è stato inserito nella lista dei duecento cittadini americani a cui è vietato entrare nel territorio russo, per effetto delle sanzioni annunciate dal governo della Federazione Russa nel novembre 2022.
A un giornalista del Guardian che gli chiedeva se avrebbe finanziato anche l'acquisto di armi offensive come i carri armati, Snyder ha risposto negativamente. Secondo lui, sebbene il sistema difensivo anti-drone costituisca indubbiamente un'arma, tuttavia può impedire che vengano uccisi e feriti dei civili, ma, soprattutto, può contribuire a prevenire che vengano danneggiate le infrastrutture energetiche dell'Ucraina, con gravi conseguenze per la salute della popolazione. Snyder afferma inoltre di non temere di essere considerato un "attivista", anche se questo dovesse andare a discapito della sua reputazione di studioso rigoroso. Crede che talvolta sussistano delle circostanze in cui è necessario prendere una posizione risoluta, anche se ciò può portare a dei rischi personali. Ritiene che il valore delle proprie idee sia commisurato anche al costo che si è disposti a pagare per sostenerle.

## Vita privata
Nel 2005 ha sposato Marcie Shore, professoressa di storia culturale e intellettuale europea alla Yale University. La coppia ha avuto due figli. Nel dicembre 2019 si è ammalato gravemente a seguito di una serie di diagnosi errate. Mentre si stava riprendendo dalla COVID-19, ha scritto Our Malady: Lessons in Liberty from a Hospital Diary, sui problemi del sistema sanitario negli Stati Uniti e sulla risposta alla pandemia da coronavirus nel paese.

## Premi
- Premio per la letteratura 2012 dell'American Academy of Arts and Letters[3]
- Premio letterario internazionale Prakhin 2012 per la verità sull'Olocausto e la repressione stalinista Menzione d'onore per Bloodlands: l'Europa tra Hitler e Stalin (Basic Books, 2010)[24]
- Premio Hannah Arendt 2013 per il pensiero politico[25] per Bloodlands: l'Europa tra Hitler e Stalin (Basic Books, 2010)
- Premio Antonovych 2014[26]
- Borsa di studio Carnegie 2015[26]
- Stella della diplomazia lituana[26]
- Distintivo onorario polacco Bene Merito[26]
- Croce d'Ufficiale dell'Ordine al Merito della Repubblica di Polonia[26]
- Ordine estone della Croce di Terra Mariana Classe III.[26]
- Premio della Fondazione per la scienza polacca nel 2017[27]

## Opere
- Nazionalismo, marxismo e Europa centrale moderna: una biografia di Kazimierz Kelles-Krauz, Harvard University Press, 1998, ISBN 978-0-19-084608-4.
- Wall Around the West: potere statale e controlli sull'immigrazione in Europa e Nord America, Rowman & Littlefield, 2000, ISBN 978-0-7425-0178-2.
- La ricostruzione delle nazioni: Polonia, Ucraina, Lituania, Bielorussia, 1569-1999, Yale University Press, 2003, ISBN 978-0-300-09569-2.
- Schizzi di una guerra segreta: la missione di un artista polacco per liberare l'Ucraina sovietica, Yale University Press, 2005, ISBN 978-0-300-12599-3.
- Il principe rosso, Basic Books, 2008, ISBN 978-0-465-01897-0.
- Terre di sangue. L'Europa nella morsa di Hitler e Stalin, Basic Books, 2010, ISBN 978-0-465-03147-4.
- Pensare al ventesimo secolo, Penguin Books, 2012, ISBN 978-0-14-312304-0.
- Black Earth: The Holocaust as History and Warning, Penguin Books, 2015, ISBN 978-1-101-90347-6.
- Venti lezioni. Per salvare la democrazia dalle malattie della politica, Penguin Books, 2017, ISBN 978-0-8041-9011-4.
- La paura e la ragione. Il collasso della democrazia in Russia, Europa e America, Penguin Books, 2018, ISBN 978-0-525-57447-7.
- Our Malady: Lessons in Liberty from a Hospital Diary, Penguin Books, 2020, ISBN 978-0-593-23889-9.